# GJ 3998
GJ 3998とは、地球からへびつかい座の方向に59.3光年 (18.2パーセク) 離れた位置に存在する赤色矮星である。質量と半径は太陽の約半分で、光度は太陽のわずか4%である。自転周期は30日である。
GJ 3998には、ドップラー分光法によって検出された3つのスーパーアースに分類される太陽系外惑星が周囲を公転していることが判明している。最も外側の惑星は最小質量が地球の約6倍で、楽観的なハビタブルゾーン内を公転している。GJ 3998は天球面に対して30度以上の傾斜角で自転しており、惑星の軌道が恒星と同一平面上にある場合、真の質量は最小質量の2倍以下となる。
内側の2つの惑星は2016年に発見されたが、2022年の研究では存在が疑問視され、ドップラー分光法で検出された信号は恒星の活動によるものである可能性が主張された。3つ目の惑星は、2025年に行われたフォローアップ観測で発見された。チームは恒星活動の信号に関する一連の分析を行い、3つの惑星の存在を立証する結果を得たと考えている。
| 名称 （恒星に近い順） | 質量                | 軌道長半径 （天文単位） | 公転周期 (日)            | 軌道離心率 | 軌道傾斜角 | 半径 |
| --------------------- | ------------------- | ----------------------- | ------------------------ | ---------- | ---------- | ---- |
| b                     | ≥2.50+0.30 −0.29 M⊕ | 0.030±0.001             | 2.65033+0.00022 −0.00019 | 0          | —          | —    |
| c                     | ≥6.82+0.78 −0.75 M⊕ | 0.090±0.003             | 13.727+0.003 −0.004      | 0          | —          | —    |
| d                     | ≥6.07+1.00 −0.96 M⊕ | 0.189±0.006             | 41.78±0.05               | 0          | —          | —    |